# Parafia św. Anny w Kosztowie
Parafia św. Anny w Kosztowie – parafia rzymskokatolicka w dekanacie Wyrzysk w diecezji bydgoskiej.
Erygowana w 1278.

## Zasięg parafii
Do parafii należą wierni z miejscowości: Anusin, Jeziorki Kosztowskie, Kosztowo, Młotkówko i Rzęszkowo.